# André Fleury
André Luís Grosso Fleury é um famoso parapentista brasileiro.
Ele é detentor de 7 recordes mundiais homologados pelo Guinnes Book, e um dos sócios-fundadores da AVLB (Associação de Voo Livre de Brasília).

## Recordes
- 2003 -Maior distância percorrida em parapente (em dupla) -  André Luis Grosso Fleury e Cláudia Otila Guimaraes Ribeiro percorreram a distância de 299,7 km, de Patu, no Rio Grande do Norte, a Várzea da Cacimba, no Ceará, em 17 de outubro de 2003[3].
- 2007 - Recorde de distância percorrida em parapente (voo duplo) - 315 km em 9h e 26 min[1]
- 2007 - Recorde de distância percorrida em parapente em gol declarado (quando o piloto declara antes de voar onde irá decolar e pousar) (voo duplo) - 308 km. Saiu de Patú (RN) e pousou em Independência (CE)[1]